# Ас-Сауда
Ас-Сауда (араб. السودا) — місто в Сирії. Знаходиться в провінції Тартус, у районі Тартус. Є центром однойменної нохії. Розташоване за 15 км на північний схід від Тартуса.
| Сирія | Це незавершена стаття з географії Сирії. Ви можете допомогти проєкту, виправивши або дописавши її. |